# Капитан Лазерхоук: Blood Dragon Remix
Капитан Лазерхоук: Blood Dragon Remix (англ. Captain Laserhawk: A Blood Dragon Remix) — франко-американский мультсериал в аниме-стилистике, основанный на играх компании Ubisoft, в частности на игре 2013 года Far Cry 3: Blood Dragon. Релиз мультсериала состоялся 19 октября 2023 года на сервисе Netflix.

## Сюжет
В альтернативном 1992 году Соединенные Штаты превратились в мрачную технократию под названием Эдем. Суперсолдат Дольф Лазерхок, сбежавший со службы, попадает в секретную тюрьму. Его, в числе нескольких других заключённых, тюремное начальство включает в секретную команду, созданную для выполнения специальных операций.

## Роли озвучивали
- Натаниэль Кёртис — Дольф Лазерхоук, беглый суперсолдат и лидер команды «Призраков». Его прообраз основан на главном герое из Far Cry 3: Blood Dragon, Рексе «Пауэре» Кольте.
- Кэролайн Форд — Сара Фишер, начальница тюрьмы Супермакс, который отдает «Призракам» приказы. Основана на одноименном персонаже из франшизы Splinter Cell.
- Балак — Буллфрог, гибрид лягушки и французского убийцы, завербованного в «Призраки». Основан на ассасинах из франшизы Assassin's Creed.
- Борис Хьюстанд — Алекс Тейлор, революционер, выступающий против Эдема, и бывший напарник Дольфа, который становится его врагом после того, как предал его во время ограбления. Основан на одноименном персонаже из команды The Crew.
- Дэвид Менкин — Рэйман, пришелец из параллельного мира Измерения X, который становится диктором эдемских новостей и медийной личностью. Основан на одноименном персонаже из Rayman.
- Марк Эбулу — Маркус Холлоуэй, лидер движения сопротивления против Эдема DedSec. Основан на одноименном персонаже из Watch Dogs 2.
- Найджел Барбер — Сэм Фишер, бывший солдат Соединенных Штатов и отец Сары. Основан на одноименном персонаже из франшизы Splinter Cell.
- Ади Шанкар — Рэд, лидер Ниджи-6, команды супергероев, вдохновленных Могучими рейнджерами, которые служат Эдему. Основан на оперативниках Rainbow Six Siege.
- Кортни Мэй-Бриггс — Джейд, фотожурналистка, завербованная в «Призраки». Основана на одноименном персонаже из Beyond Good & Evil.
- Гленн Рэйдж — Пейдж, гибрид свиньи и приемного дяди Джейд, которого завербовали в «Призраки». Основан на одноименном персонаже из Beyond Good & Evil.
- Дэниел Йорк Лох — Пэйган Мин, криминальный авторитет в Эдеме. Основан на одноименном персонаже из Far Cry 4.

## Производство
В октябре 2019 года стало известно, что компания Ubisoft планирует создать мультсериал Captain Laserhawk: A Blood Dragon Vibe по мотивам своей игры Far Cry 3: Blood Dragon. Проект возглавил Ади Шанкар, ранее работавший над мультсериалом «Кастлвания». В июне 2021 года на виртуальном мероприятии Netflix «Geeked Week» стало известно, что мультсериал будет носить название Captain Laserhawk: A Blood Dragon Remix, а производством занимается парижская студия Bobbypills. Шанкар раскрыл и некоторые детали сюжета. Отмечалось, что мультсериал будет иметь отсылки и на другие игры Ubisoft. В июне 2023 года вышел тизер и стали известны некоторые актёры озвучивания. В конце сентября был показан трейлер, и стала известна дата выхода — 19 октября 2023 года. В дополнение к Far Cry 3: Blood Dragon в мультсериале будут представлены персонажи и элементы из других игр Ubisoft, таких как Rayman, Beyond Good & Evil, Far Cry, Assassin’s Creed и Watch Dogs.